# Arasihalli, Hassan
Arasihalli là một làng thuộc tehsil Hassan, huyện Hassan, bang Karnataka, Ấn Độ.